# Dance the Night
Singles de Dua Lipa
Potion (en)
(2022) Houdini
(2023)
Dance the Night est une chanson de l'artiste britannico-albanaise Dua Lipa extraite de Barbie: The Album, la bande originale du film Barbie sorti en 2023. Elle est écrite par Dua Lipa et Caroline Ailin, en collaboration avec les producteurs Andrew Wyatt et Mark Ronson ; les Picard Brothers participent également à la production.
Premier single de la bande originale de Barbie, Dance the Night sort le 25 mai 2023 sur les labels Atlantic et Warner. Chanson disco qui comprend plusieurs instruments à cordes dans son instrumentation, Dance the Night parle de danser toute la nuit malgré une tristesse persistante. Sa sortie est accompagnée d'un clip vidéo, dans lequel la réalisatrice de Barbie Greta Gerwig fait un caméo.
La chanson connaît un certain succès. Dance the Night se classe en effet no 1 dans de nombreux pays et atteint la 3e du Billboard Global 200.

## Écriture

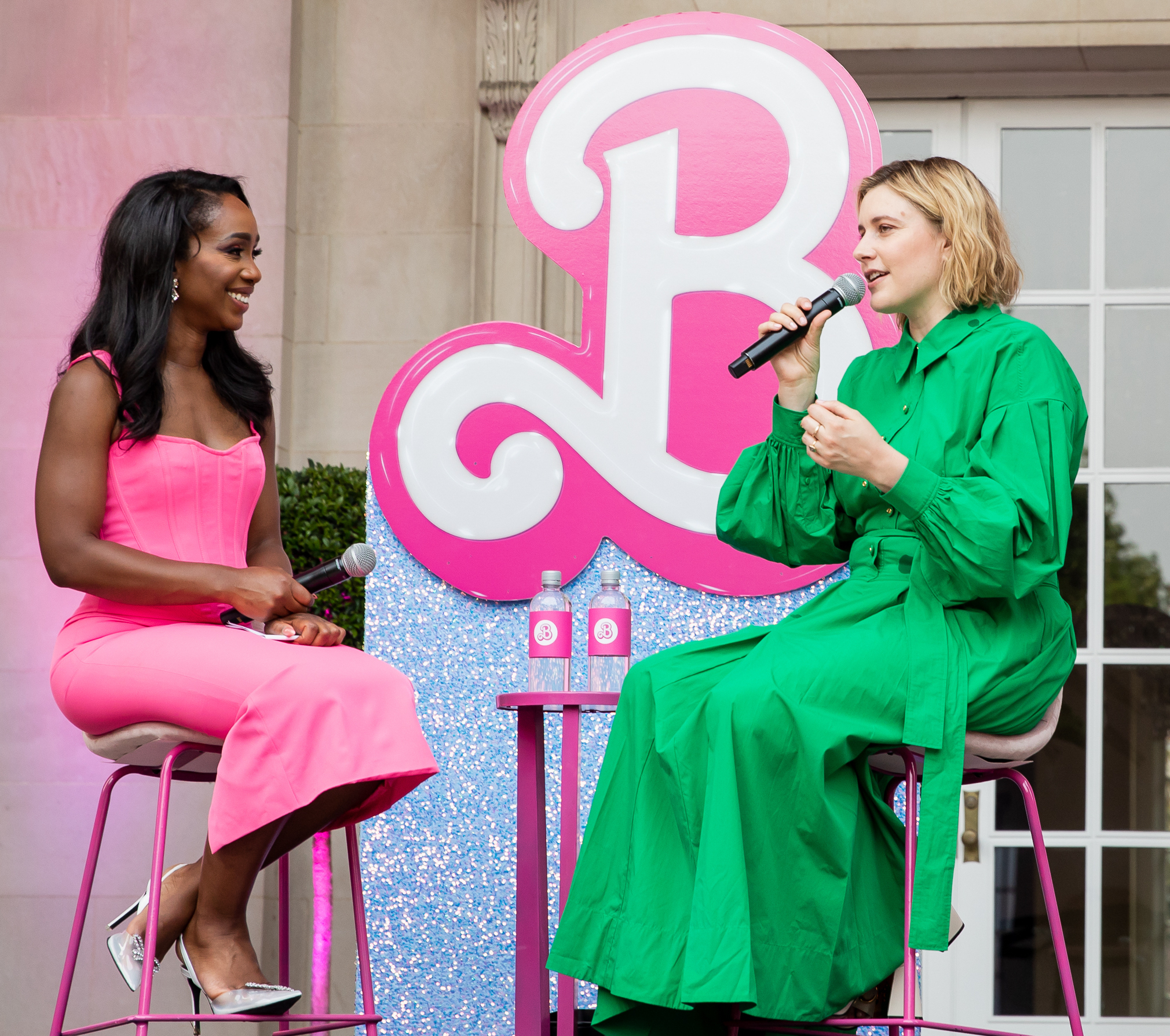
La chanson est une commande de Greta Gerwig (à droite) pour son film Barbie.

Avant de s'engager dans la production de la bande originale de Barbie, le producteur Mark Ronson reçoit un bref SMS de son ami George Drakoulias : « Barbie ? ». La réalisatrice Greta Gerwig a besoin d'une chanson pour servir de base à une scène de danse chorégraphiée dans son prochain film, Barbie. Elle envoie à Mark Ronson une liste de chansons pour l'inspirer (mêlant disco, comédies musicales et pop). Mark Ronson et Andrew Wyatt (en) créent alors une musique qui plaît à Greta Gerwig et est utilisée pour les répétitions. Cette musique deviendra Dance the Night. Mark Ronson et Andrew Wyatt produisent finalement l'ensemble de la bande originale du film,.
C'est Mark Ronson qui propose Dua Lipa pour écrire les paroles ; la chanteuse est accompagnée dans l'écriture du titre par Caroline Ailin avec qui elle a notamment écrit New Rules et Don't Start Now. Après avoir visionné l'extrait du film où apparaît Dance the Night, Dua Lipa estime nécessaire de réécrire la chanson pour correspondre davantage à la scène. Alors qu'elle est en pleine tournée mondiale, elle retourne en studio avec Mark Ronson pour achever le titre. Cette collaboration réussie entre Dua Lipa et Greta Gerwig permet à la chanteuse d'obtenir son rôle de « Barbie Sirène » dans le film.

## Composition et paroles

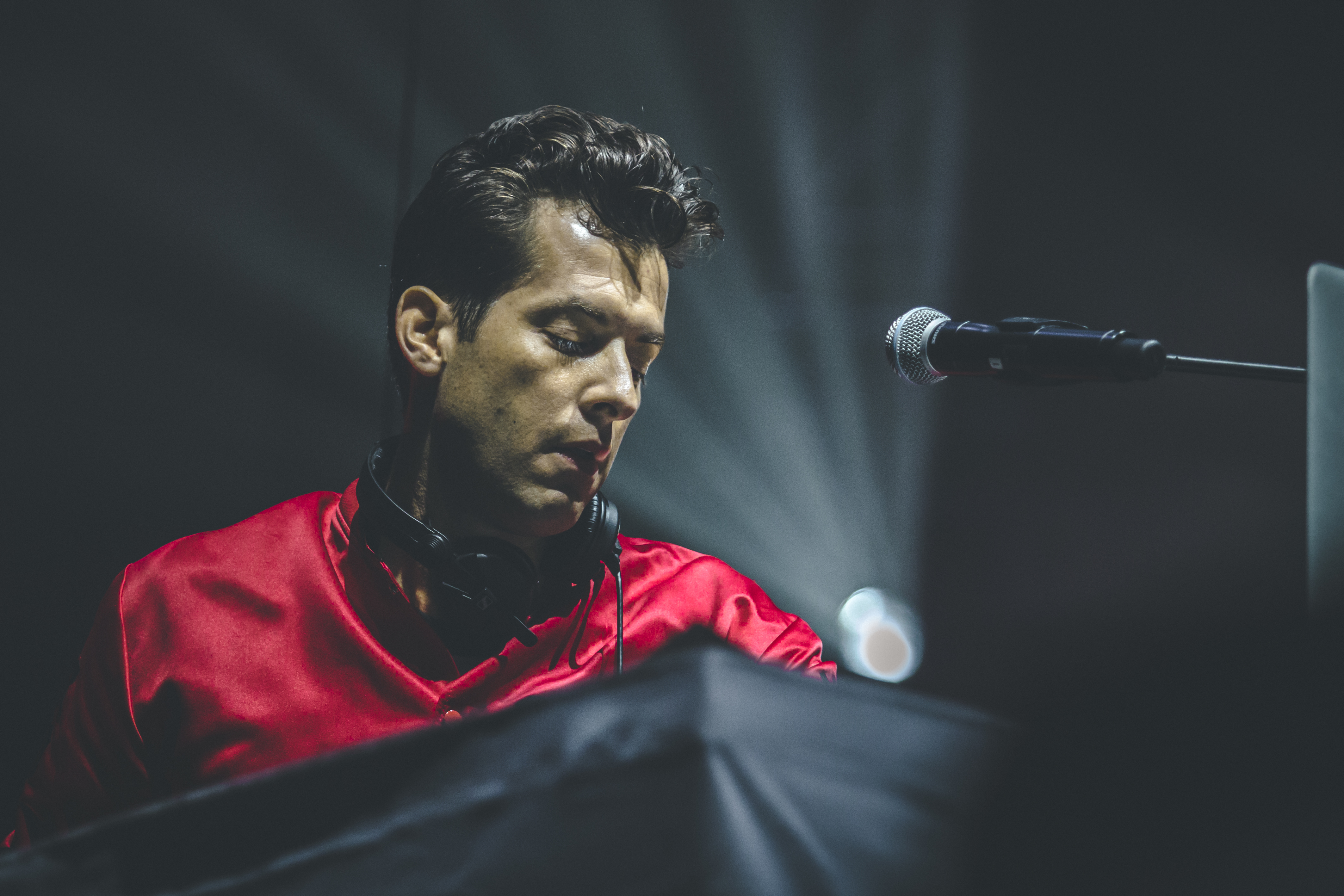
Mark Ronson compose et produit la chanson Dance the Night.

Dance the Night dure deux minutes et 56 secondes. La chanson est produite par Andrew Wyatt, Mark Ronson et les Picard Brothers. Andrew Wyatt y joue de la basse et du synthétiseur, Mark Ronson joue de la guitare et du piano Rhodes, les Picard Brothers jouent des claviers et programment le titre avec leur ingénieur du son Brandon Bost. L'instrumentation comprend également du violoncelle, du violon et de l'alto. Elle a été mixée par Serban Ghenea avec l'aide de Bryce Bordone. Elle est interprétée dans la tonalité si mineur avec un tempo de 110 battements par minute, avec la voix de Dua Lipa allant du sol dièse (G♯3) au si (B4).
Dance the Night est une chanson disco ou disco-pop,. George Griffiths de l'Official Charts Company estime ainsi qu'elle ressemble « aux sons imprégnés de disco de Future Nostalgia… avec un éclat plastique, bien évidemment ». Pour Cervanté Pope de Consequence, la chanson incorpore « des cordes classiques et une basse funky ». Au cours du refrain, Dua Lipa chante les paroles : « Regarde-moi danser jusqu'au bout de la nuit / Mon cœur pourrait brûler mais tu ne le verras pas sur mon visage / Regarde-moi danser, jusqu'au bout de la nuit / Je continue à faire la fête » (« Watch me dance the night away / My heart could be burnin' but you won't see it on my face / Watch me dance, dance the night away / I still keep the party running »). Dans les paroles, elle compare les larmes coulant sur son visage lorsqu'elle pleure à des diamants, préférant danser que s'épancher sur ses déceptions amoureuses.

## Sortie et promotion

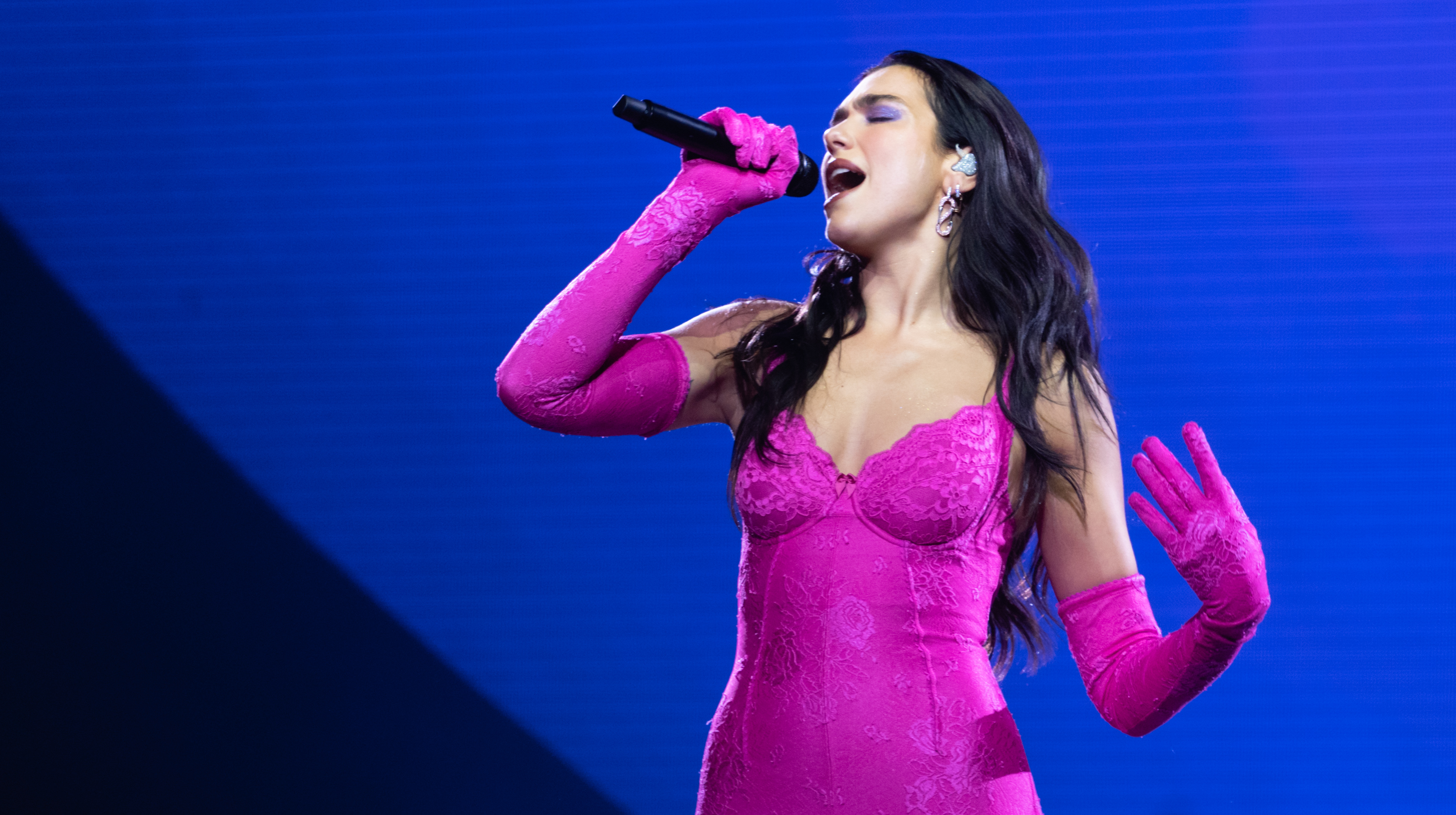
Dua Lipa, qui interprète Dance the Night, figure également au casting du film Barbie.

En avril 2023, après plusieurs mois de rumeurs, la participation de Dua Lipa au casting du prochain film de Greta Gerwig — Barbie — est confirmée. Elle y interprète la « Barbie sirène ». Le 22 mai 2023, Dua Lipa annonce que Dance the Night, premier single de la bande originale du film Barbie: The Album, sortira le 26 mai. Il s'agit du premier titre solo de la chanteuse depuis les singles issus de l'album Future Nostalgia, sorti en 2020.
Quelques jours avant la sortie du single, un extrait de la chanson est utilisé dans une vidéo où Dua Lipa retire ses chaussures à talons, recréant la scène du pied vouté de Margot Robbie dans une bande-annonce de Barbie. Dua Lipa souffle ensuite un baiser à la caméra alors que les paroles « Just come along for the ride! » (« Venez juste pour la balade ! ») jouent sur un groove disco,. Jennifer Zhan de Vulture souligne que la sortie de cet extrait met fin au célèbre mème de Dua Lipa et son mouvement de hanche, remplaçant ce dernier sujet en tête des résultats de recherche.
Le film Barbie fait l'objet d'une importante campagne de promotion avant sa sortie le 19 juillet 2023,. Dance the Night est incluse dans cette campagne, un extrait de la chanson étant notamment utilisé dans la première bande-annonce du film, diffusée le 25 mai 2023.

## Réception

### Accueil critique
Dance the Night reçoit un accueil mitigé des critiques professionnels.
La ressemblance entre Dance the Night et les chansons de l'album Future Nostalgia est souvent évoquée par la presse,,,. Dans sa critique de Barbie: The Album, Adam White de The Independent écrit que « étonnement, les plus grands noms de [l'album] sont les plus décevants. Le numéro disco de Dua Lipa Dance the Night est une pâle imitation de bien meilleures chansons figurant sur son album Future Nostalgia »,. Alex Rigotti de NME partage cette analyse, estimant que la chanson pourrait être un titre de Future Nostalgia qui aurait été coupé au montage,. Cat Zhang de Pitchfork parle d'une « redite de Future Nostalgia qui est partiellement sauvée par l'ajout d'une séquence dance exubérante »,.
Pour Rob LeDonne du Guardian, la chanson transforme au contraire « un concept entendu des millions de fois en quelque chose de frais et fun ». Il prévient le public : « Il n'est pas utile de résister : enfilés vos plus beaux vêtements roses et laissez la joie du morceau vous submerger, en suivant scrupuleusement ce que nous suggère le titre [de la chanson] »,. Hazel Cills de la National Public Radio ajoute que « c'est familier, mais indiscutablement glamour, que vous ayez six ou trente ans »,.
En raison de son rythme « efficace », plusieurs journalistes estiment que Dance the Night pourrait être l'une des chansons de l'été 2023,,.

### Succès commercial
Le single se classe no 1 des ventes ou des diffusions en radio dans de nombreux pays tels que l'Argentine, la Bulgarie, le Canada, la Croatie, l'Estonie, la France, Israël, le Japon, le Kazakhstan, la Lettonie ou encore le Luxembourg.

## Clip musical

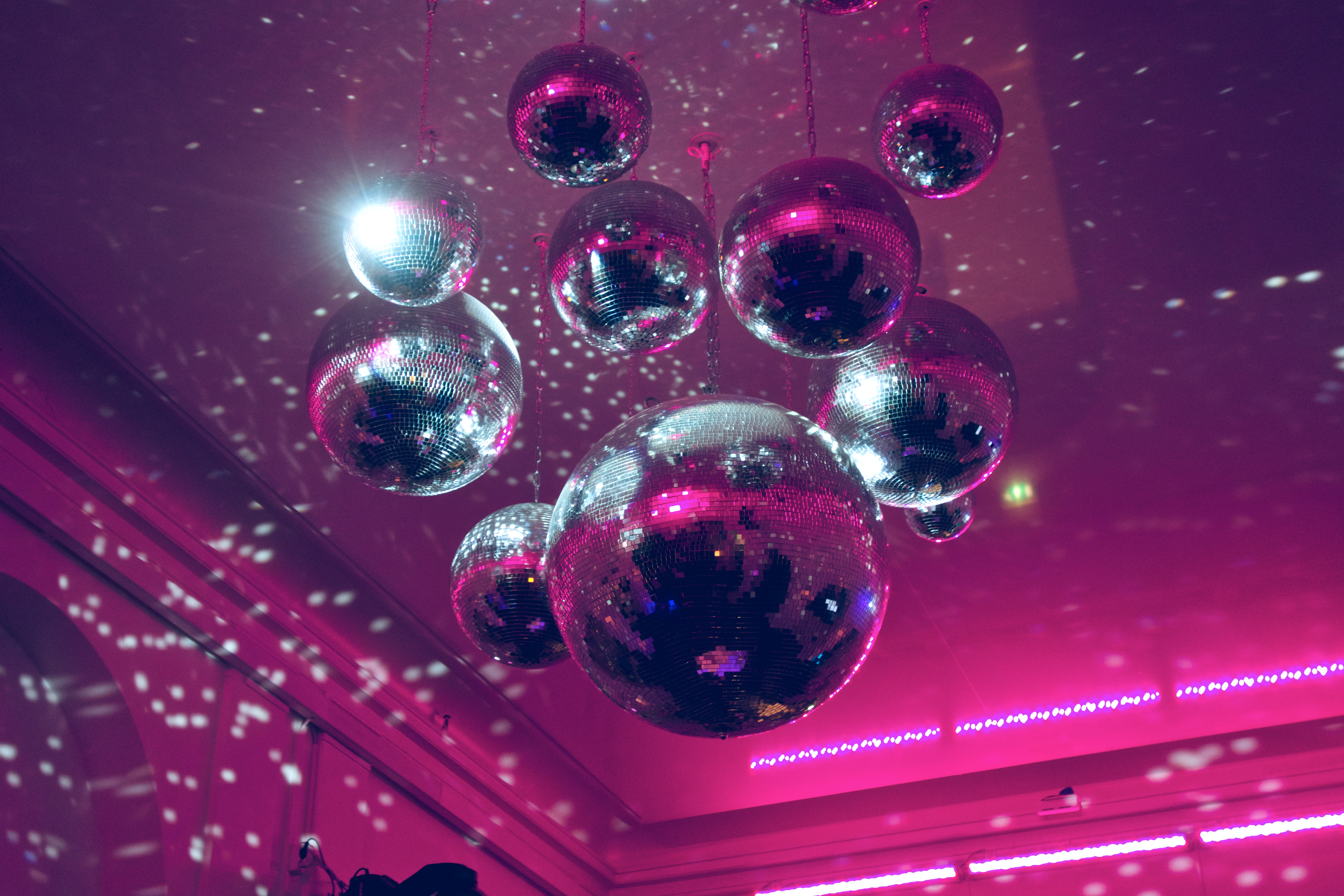
La destruction d'une boule à facettes fait réagir Greta Gerwig dans le clip et les fans de Dua Lipa sur internet.

Le clip vidéo de Dance the Night, réalisé par Greta Gerwig, sort parallèlement au single. Il contient un caméo de la réalisatrice de Barbie et des extraits du film mettant en vedette Margot Robbie, Issa Rae, Emma Mackey et d'autres membres de la distribution. La vidéo a un décor rose et Dua Lipa y apprend une nouvelle chorégraphie, après avoir découvert qu'une boule à facettes prévue pour le tournage s'est écrasée au sol. Elle danse au sommet d'une chaussure à talon Barbie géante. Les caméos se produisent lors d'une soirée disco, après laquelle Greta Gerwig quitte sa chaise de réalisatrice pour féliciter la performance de Dua Lipa et remettre en question les événements qui ont conduit à la destruction de la boule à facettes,.
Evan Minsker de Pitchfork résume ainsi le clip « très rose » de la chanson : « [Dua] Lipa mène une troupe de boules à facettes dansantes, prend le volant d'une décapotable rose Barbie et danse sur une scène rose vif ». Larisha Paul de Rolling Stone déclare que clip contient « autant de paillettes et de glamour que d'évasion et de malaise ». Pour certains fans, la boule disco brisée du clip symboliserait la fin de l'ère Future Nostalgia de Dua Lipa. Cette théorie est confirmée dans une interview de Vulture avec Mark Ronson, qui a écouté le futur album de la chanteuse,.

## Distinctions

### Nominations
- MTV Video Music Awards 2023 : 
  - Meilleure vidéo pop[44]
  - Meilleure chorégraphie
- Golden Globes 2024 : Meilleure chanson originale

## Crédits
Les crédits sont issus des notes de pochette de Barbie: The Album.
- Andrew Wyatt (en) – composition, production, basse, synthétiseur
- Mark Ronson – composition, production, guitare, piano Rhodes
- Picard Brothers (en) – production, programmation, claviers
- Dua Lipa - paroles
- Caroline Ailin - paroles
- Clarice Jensen, Alan Stepansky, Caitlin Sullivan, Susannah Chapman, Joel Noyes, Sarah Kwon – violoncelle
- Lisa Kim, Matt Lehmann, Jungsun Yoo, Jennifer Kim, Joanna Maurer, Annaliesa Place, Ann Kim, Tallie Brunfelt, Henry Wang, Kristi Helberg, Jeongmin Lee, Peter Bahng, Angela Lee, Julia Choi, Sein Ryu, Jeremia Velazquez - violon
- Danielle Farina, Michael Roth, Robert Meyer, Alexis Sykes, Will Frampton, Torron Pfeffer - alto
- Brandon Bost – ingénierie, programmation
- Cameron Gower-Poole – ingénierie vocale, production vocale
- Alex Venguer – enregistrement supplémentaire
- Serban Ghenea – mixage
- Bryce Bordon – assistant mixage
- Kostas Michaloudis – assistant ingénierie

## Classements et certifications
| \| Classement (2023) \| Meilleure position \| \| ---------------------------------------------- \| ------------------ \| \| Allemagne (GfK Entertainment)[45] \| 7 \| \| Argentine (Hot 100)[46] \| 37 \| \| Argentine (Monitor Latino)[28] \| 1 \| \| Australie (ARIA)[47] \| 3 \| \| Autriche (Ö3 Austria Top 40)[48] \| 4 \| \| Belgique (Flandre Ultratop 50 Singles)[49] \| 1 \| \| Belgique (Wallonie Ultratop 50 Singles)[50] \| 1 \| \| Brésil (Top 100)[51] \| 52 \| \| Bulgarie (PROPHON)[29] \| 1 \| \| Canada (Hot 100)[52] \| 4 \| \| Canada (Adult Contemporary)[53] \| 4 \| \| Canada (Hot AC)[54] \| 1 \| \| Canada (CHR/Top 40)[55] \| 1 \| \| Chili (Monitor Latino)[56] \| 6 \| \| Communauté des États indépendants (TopHit)[57] \| 1 \| \| Croatie (Airplay Radio)[58] \| 1 \| \| Danemark (Tracklisten)[59] \| 8 \| \| Équateur (National-Report)[60] \| 6 \| \| Espagne (Promusicae)[61] \| 48 \| \| États-Unis (Hot 100)[62] \| 6 \| \| États-Unis (Adult Contemporary)[63] \| 9 \| \| États-Unis (Adult Pop Songs)[64] \| 1 \| \| États-Unis (Dance/Mix Show Airplay)[65] \| 6 \| \| États-Unis (Pop Airplay)[66] \| 1 \| \| Finlande (Suomen virallinen lista)[67] \| 33 \| \| France (SNEP)[68] \| 5 \| \| Grèce (IFPI Digital Singles)[69] \| 9 \| \| Hongrie (Rádiós Top 40)[70] \| 1 \| \| Hongrie (Single Top 40)[71] \| 11 \| \| International (Billboard Global 200)[72] \| 3 \| \| Irlande (Irish Singles Chart)[73] \| 1 \| \| Islande (Plötutíðindi)[74] \| 3 \| \| Israël (Media Forest)[75] \| 1 \| \| Italie (FIMI)[76] \| 20 \| \| Japon (Hot Overseas)[35] \| 1 \| \| Lettonie (EHR Top 40 (en))[77] \| 1 \| \| Lettonie (LaIPA Airplay (en))[78] \| 1 \| \| Liban (Top 20)[79] \| 2 \| \| Lituanie (T100)[80] \| 16 \| \| Luxembourg (Billboard)[38] \| 1 \| \| Malaisie (Billboard)[81] \| 25 \| \| Nouvelle-Zélande (RMNZ)[82] \| 5 \| \| Norvège (VG-lista)[83] \| 13 \| \| Panama (Monitor Latino)[84] \| 2 \| \| Paraguay (Monitor Latino)[85] \| 2 \| \| Pays-Bas (Nederlandse Top 40)[86] \| 1 \| \| Pays-Bas (Single Top 100)[87] \| 4 \| \| Pologne (Airplay)[88] \| 3 \| \| Pologne (Streaming)[89] \| 13 \| \| Portugal (AFP)[90] \| 18 \| \| Royaume-Uni (UK Singles Chart)[91] \| 1 \| \| Saint-Marin (RTV)[92] \| 6 \| \| Salvador (Monitor Latino)[93] \| 11 \| \| Singapour (RIAS (en))[94] \| 11 \| \| Slovaquie (IFPI Rádio)[95] \| 5 \| \| Slovaquie (IFPI Singles Digitál)[96] \| 7 \| \| Suède (Sverigetopplistan)[97] \| 25 \| \| Suisse (Schweizer Hitparade)[98] \| 3 \| \| Tchéquie (IFPI Rádio)[99] \| 2 \| \| Tchéquie (IFPI Singles Digitál)[100] \| 7 \| \| Uruguay (Monitor Latino)[101] \| 10 \| \| Venezuela (Record Report)[102] \| 35 \| | Classements annuels Cette section est vide, insuffisamment détaillée ou incomplète. Votre aide est la bienvenue ! Comment faire ? |
| Classement (2023) | Meilleure position |
| Allemagne (GfK Entertainment) | 7 |
| Argentine (Hot 100) | 37 |
| Argentine (Monitor Latino) | 1 |
| Australie (ARIA) | 3 |
| Autriche (Ö3 Austria Top 40) | 4 |
| Belgique (Flandre Ultratop 50 Singles) | 1 |
| Belgique (Wallonie Ultratop 50 Singles) | 1 |
| Brésil (Top 100) | 52 |
| Bulgarie (PROPHON) | 1 |
| Canada (Hot 100) | 4 |
| Canada (Adult Contemporary) | 4 |
| Canada (Hot AC) | 1 |
| Canada (CHR/Top 40) | 1 |
| Chili (Monitor Latino) | 6 |
| Communauté des États indépendants (TopHit) | 1 |
| Croatie (Airplay Radio) | 1 |
| Danemark (Tracklisten) | 8 |
| Équateur (National-Report) | 6 |
| Espagne (Promusicae) | 48 |
| États-Unis (Hot 100) | 6 |
| États-Unis (Adult Contemporary) | 9 |
| États-Unis (Adult Pop Songs) | 1 |
| États-Unis (Dance/Mix Show Airplay) | 6 |
| États-Unis (Pop Airplay) | 1 |
| Finlande (Suomen virallinen lista) | 33 |
| France (SNEP) | 5 |
| Grèce (IFPI Digital Singles) | 9 |
| Hongrie (Rádiós Top 40) | 1 |
| Hongrie (Single Top 40) | 11 |
| International (Billboard Global 200) | 3 |
| Irlande (Irish Singles Chart) | 1 |
| Islande (Plötutíðindi) | 3 |
| Israël (Media Forest) | 1 |
| Italie (FIMI) | 20 |
| Japon (Hot Overseas) | 1 |
| Lettonie (EHR Top 40 (en)) | 1 |
| Lettonie (LaIPA Airplay (en)) | 1 |
| Liban (Top 20) | 2 |
| Lituanie (T100) | 16 |
| Luxembourg (Billboard) | 1 |
| Malaisie (Billboard) | 25 |
| Nouvelle-Zélande (RMNZ) | 5 |
| Norvège (VG-lista) | 13 |
| Panama (Monitor Latino) | 2 |
| Paraguay (Monitor Latino) | 2 |
| Pays-Bas (Nederlandse Top 40) | 1 |
| Pays-Bas (Single Top 100) | 4 |
| Pologne (Airplay) | 3 |
| Pologne (Streaming) | 13 |
| Portugal (AFP) | 18 |
| Royaume-Uni (UK Singles Chart) | 1 |
| Saint-Marin (RTV) | 6 |
| Salvador (Monitor Latino) | 11 |
| Singapour (RIAS (en)) | 11 |
| Slovaquie (IFPI Rádio) | 5 |
| Slovaquie (IFPI Singles Digitál) | 7 |
| Suède (Sverigetopplistan) | 25 |
| Suisse (Schweizer Hitparade) | 3 |
| Tchéquie (IFPI Rádio) | 2 |
| Tchéquie (IFPI Singles Digitál) | 7 |
| Uruguay (Monitor Latino) | 10 |
| Venezuela (Record Report) | 35 |

### Certifications
| Pays                    | Certification | Unités certifiées    |
| ----------------------- | ------------- | -------------------- |
| Australie (ARIA)        | Platine       | 70 000               |
| Autriche (IFPI)         | Or            | 15 000               |
| Canada (Music Canada)   | Platine       | 80 000               |
| Espagne (Promusicae)    | Or            | 30 000               |
| France (SNEP)           | Or            | 100 000              |
| Grèce (IFPI Greece)     | Or            | 1 000 000(streaming) |
| Italie (FIMI)           | Or            | 50 000               |
| Nouvelle-Zélande (RMNZ) | Platine       | 30 000               |
| Royaume-Uni (BPI)       | Argent        | 200 000              |

### Citations originales
1. ↑  « Unusually, the bigger names on Barbie: The Album are the most underwhelming. Dua Lipa’s disco number “Dance the Night” is a flat imitation of far better tracks on her Future Nostalgia record. »
2. ↑  « But there are also plenty of disappointments, especially from the heavyweight contributors. [...] Dua Lipa’s ‘Dance The Night Away’ is merely ‘Future Nostalgia’ cutting room material. »
3. ↑  « And Dua Lipa’s “Dance the Night” is a serviceable Future Nostalgia retread that’s partially redeemed by its inclusion in an exuberant dance sequence. »
4. ↑  « Dance the Night [...] transforms a concept heard a million times over into something fresh and fun. [...] There’s no use in resisting: throw on your best pink threads and let the joy of the track wash over you as you dutifully follow what its title suggests. »
5. ↑  « It's familiar, but undeniably glamorous, whether you're 6 years old or 30. »